# Isoelektrische Linie
Der Begriff isoelektrische Linie bezeichnet in einem Elektrokardiogramm oder Elektroencephalogramm die Streckenabschnitte, in denen keine Potentialdifferenz zwischen zwei Ableitpunkten gemessen werden kann, folglich weder ein positiver noch ein negativer Ausschlag auf dem Graphen zu sehen ist. Dies bedeutet im Fall des EKG, dass sich alle zwischen den beiden Ableitungspunkten liegenden Herzmuskelzellen in demselben Erregungszustand (erregt/nicht-erregt) befinden. 
Im Falle einer Asystolie, bei der die dauerhafte isoelektrische Linie im EKG durch das Fehlen von elektrischer Aktivität am Herzen entsteht, spricht man von einer Nulllinie.

## Einzelnachweis
1. ↑  Marc Gertsch: Das EKG. Auf einen Blick und im Detail. 2. Auflage. Springer Medizin, Heidelberg 2008, ISBN 978-3-540-79121-8, S. 363, hier online.